# 34-й батальйон
«34-й батальйон» (англ. The 34th Battalion) — австралійський військовий фільм, режисер і продюсер — Люк Спарк. Сюжет оповідає про чотирьох друзів з Мейтленда, Новий Південний Уельс, які приєднуються до Першої Світової війни у складі 34-го батальйону Західного фронту. Фільм заснований на реальних подіях, що сталися з 34-м батальйоном у 1916 р.

## Сюжет
Австралія, 1916 рік. Після великої кількості загиблих у Галліполі, група друзів змушені вибирати між своїм життям у себе вдома чи службовим обов'язком у Франції. Скоро вони випробовують свої характери у найгірших боях, які коли-небудь бачив світ.

## Ролі
- Люк Гемсворт — Робінсон
- Стівен Ленг — полковник Ходжес
- Вінні Джонс — лейтенант Колонел
- Вінс Колосімо — Доннеллі
- Клер Ван дер Бум — Сімона
- Чарльз Мезур — сержант Джеймс Брюс
- Ендрю Лис — Вал
- Хан Читтенден — Харрісон

## Виробництво
У жовтні 2012 р. Camelot Entertainment Group оголосила про придбання прав на розповсюдження фільму, бюджет якого, за оцінками, складе 25 мільйонів доларів. Сценарій написаний дуетом батька та сина, Люком та Яном Спарком, режисерський дебют Люка. У жовтні 2014 року Люк Спарк заявив в інтерв'ю, що фільм знаходиться на заключних етапах фінансування.